# 1976-os magyar vívóbajnokság
Az 1976-os magyar vívóbajnokság a hetvenegyedik magyar bajnokság volt. A férfi tőrbajnokságot május 13-án rendezték meg, a párbajtőrbajnokságot május 6-án, a kardbajnokságot május 7-én, a női tőrbajnokságot pedig május 14-én, mindet Budapesten, a Nemzeti Sportcsarnokban.

## Eredmények
| Versenyszám          | Arany                       | Arany | Ezüst                         | Ezüst | Bronz                      | Bronz |
| -------------------- | --------------------------- | ----- | ----------------------------- | ----- | -------------------------- | ----- |
| Férfi tőrvívás       | Marton István Újpesti Dózsa |       | Komatits József Haladás VSE   |       | Szabó László Újpesti Dózsa |       |
| Férfi párbajtőrvívás | dr. Osztrics István OSC     |       | Pethő László Újpesti Dózsa    |       | Kopetka Béla Csepel SC     |       |
| Férfi kardvívás      | Gerevich Pál BVSC           |       | Nagyházi Zoltán Újpesti Dózsa |       | Kovács Tamás Vasas SC      |       |
| Női tőrvívás         | Tordasi Ildikó MTK-VM       |       | Bóbis Ildikó BVSC             |       | Rejtő Ildikó Újpesti Dózsa |       |